# Antastulu
Antastulu (телугу అంతస్తులు, досл.: «Этажи») — индийский фильм-драма режиссёра В. Мадхусудхана Рао, снятый на языке телугу и вышедший в прокат 27 мая 1965 года. Главные роли исполнили Аккинени Нагесвара Рао, Бханумати Рамакришна и Кришна Кумари. Картина была отмечена Национальной кинопремией как лучший фильм года на телугу, а также премиями Filmfare и Nandi в соответствующих категориях.

## Сюжет
Землевладелец Раджа Джаганатха Рао — богатый человек, одержимый дисциплиной. Никто в доме никогда не осмеливается ему противостоять, а он не проявляет никаких предпочтений между членами семьи и работниками в отношении правил и положений. Если кто-то осмеливается нарушить правило, он сурово его наказывает. Его жена Рупа Деви и старший сын Рагху делают всё как он говорит, в то время как младший сын Чиннабабу считает эти правила слишком раздражающими. Джаганатха Рао узнает об идеях Чинабабу, дважды предупреждает его, но тот не слушает и нарушает правила. В итоге разъяренный Джаганатха Рао пытается наказать его, но тот умирает от психического шока.
После этого Рагху попадает под влияние негодяя Нагу, но затем исправляется, влюбившись в красавицу Малу.
В это время Джаганатха Рао оказывается сломлен и прикован к постели, а его прошлое преследует его. Он вспоминает бедную женщину, которую любил и которая родила ему дочь. Перед смертью он звонит Рагху, чтобы поделиться своим секретом, и велит ему найти девушку и сделать её равным членом семьи. Эта девушка, Рани, танцует и поет на улицах. Рагху приводит Рани в свой дом и с помощью Малы завоевывает расположение членов семьи. Он преподает урок Нагу, который планировал заполучить его собственность, воплощает мечты своего отца и женится на Мале.

## В ролях
- Аккинени Нагесвара Рао (АНР) — Рагху
- Бханумати Рамакришна[англ.] — Рани, единокровная сестра Рагху
- Кришна Кумари[англ.] — Мала, возлюбленная Рагху
- Джаггайя[англ.] — Нагу, антагонист
- Гуммади[англ.] — Раджа Джаганатха Рао, отец Рагху
- Г. Варалакшми[англ.] — Рупа Деви, мать Рагху
- Нагараджу — Чиннабабу
- Л. Виджаялакшми[англ.] — камео в песне «Paikamto Konalenidi»

## Производство
Аккинени Нагесвара Рао был любимым актёром продюсера В. Б. Раджендра Прасада и его первым выбором на главную роль в его фильмах. До Antastulu он и актёр Джаггайя сыграли протагониста и антагониста в двух фильмах Jagapathi Art Productions: Aradhana (1962) и Aathma Balam (1964). Режиссёром фильма, как и двух предыдущих стал В. Мадхусудан Рао. Роль Рани первоначально была предложена актрисе Джамуне, но та отказалась, когда люди стали говорить, что зрители не примут её в качестве сестры АНР. После этого Прасад обратился к Бханумати, которой так понравился сюжет, что она отказалась от двух других фильмов.
Фильм был снят на студии Саратхи. За исключением пары музыкальных номеров, все остальные съёмки проходили в помещении. В ночь перед съёмками музыкального номера на песню «Dulapara Bulloda» Бханумати повредила пальцы ног, однако несмотря на это она стала сниматься. Эпизод с песней «Nuvvante Naakenduko» был снят на пруду Гандипета и в близлежащем парке, а «Tella Cheera Kattukunnadi» — в студии Vennelarei. «Aa Devudu Manishiga» снималась в Мадрасе.

## Саундтрек
Вся музыка написана К. В. Махадеваном.
| №  | Название                    | Текст песни  | Исполнители                     | Длительность |
| -- | --------------------------- | ------------ | ------------------------------- | ------------ |
| 1. | «Tella Cheera Kattukunnadi» | Ачарья Атрея | Гхантасала, П. Сушила           | 4:20         |
| 2. | «Dulapara Bulloda»          | Косараджу    | Бханумати Рамакришна            | 4:56         |
| 3. | «Maikamlo Unnanu»           | Аарудхра     | Гхантасала                      | 3:10         |
| 4. | «Ninu Veedani Needanu Nenu» | Ачарья Атрея | П. Сушила                       | 5:28         |
| 5. | «Nuvvante Naakenduko»       | Ачарья Атрея | Гхантасала, П. Сушила           | 4:27         |
| 6. | «Aa Devudu Manishiga»       | Косараджу    | Мадхавапедди Сатьям, Питхапурам | 3:49         |
| 7. | «Vinara Vissanna»           | Аарудхра     | Бханумати Рамакришна            | 3:18         |
| 8. | «Devi Nee Karuna»           | Ачарья Атрея | Гхантасала                      | 1:05         |
| 9. | «Paikamto Konalenidi»       | Аарудхра     | П. Сушила                       | 1:56         |

Песня «Ninu Veedani Needanu Nenu» вдохновлена композицией «Kahin Deep Jale Kahin» в исполнении Латы Мангешкар из фильма Bees Saal Baad (1962). Мелодия почти идентична, только фоновая музыка полностью отличается.

## Награды
- Национальная кинопремия за лучший фильм на телугу[2][3]
- Filmfare Award за лучший фильм на телугу[3]
- Nandi Award за лучший фильм[4]